# Doug Orr
Doug Orr (* 31. März 1981 in Scarborough, Ontario, Kanada) ist ein kanadischer Eishockeyspieler, der bis Dezember 2010 für die Moskitos Essen aus der Oberliga spielte.

## Karriere
Doug Orr verbrachte die Anfangszeit seiner Eishockeykarriere in seiner Heimat Kanada. Von 2001 bis 2006 spielte er dort für die McGill University in Montreal in der CIS. Die Saison 2006/07 verbrachte er in der CHL bei den Rio Grande Valley Killer Bees, den Arizona Sundogs und den Youngstown SteelHounds. 
Im Sommer 2007 kam er zum ersten Mal nach Deutschland und unterschrieb für eine Saison beim Oberligisten EC Peiting, wo er mit 76 Punkten Topscorer seines Teams wurde. Zur Saison 2008/09 wechselte er zum Ligakonkurrenten EV Füssen. Mit dem EV, für den er in 50 Partien 95 Scorerpunkte erzielte, scheiterte Orr im Playoff-Halbfinale an seinem früheren Verein EC Peiting. Die Spielzeit 2009/10 verbrachte Orr bei den Nijmegen Devils in der Eredivisie, der höchsten Spielklasse in den Niederlanden. Dort hatte er mit 85 Punkten großen Anteil am ersten Meistertitel der Devils. Zur Saison 2010/11 kehrte er nach Deutschland zurück und schloss sich dem Oberliga-Aufsteiger Moskitos Essen an. Im Dezember 2010 wurde sein Kontrakt allerdings frühzeitig aufgelöst.

## Karrierestatistik
(Legende zur Spielerstatistik: Sp oder GP = absolvierte Spiele; T oder G = erzielte Tore; V oder A = erzielte Assists; Pkt oder Pts = erzielte Scorerpunkte; SM oder PIM = erhaltene Strafminuten; +/− = Plus/Minus-Bilanz; PP = erzielte Überzahltore; SH = erzielte Unterzahltore; GW = erzielte Siegtore; 1 Play-downs/Relegation; Kursiv: Statistik nicht vollständig)